# Mocidade Independente de Aparecida
O Grêmio Recreativo Escola de Samba Mocidade Independente de Aparecida é uma escola de samba de Manaus, no Amazonas.
É a escola que detém o maior número de títulos no Carnaval de Manaus, com 23 conquistas (1981-85, 1987-88, 1992-94, 1998,1999, 2000-01, 2003-04, 2006, 2008, 2013-16, 2020). Sua quadra localiza-se à rua Ramos Ferreira, bem próximo à ponte que liga o bairro de Aparecida à Zona Oeste de Manaus. A agremiação é carinhosamente apelidada de "Pareca". Seu nome e suas cores são inspirados na Mocidade Independente de Padre Miguel, do Rio de Janeiro.

## História
A Mocidade Independente de Aparecida foi fundada no dia 15 de março de 1980, no bairro de Aparecida, na Zona Sul de Manaus, a partir de uma dissidência da Em Cima da Hora, pois começou a partir de uma ala desta chamada "Alô, Alô Aparecida". E era lá que desfilava Zezinho Pacheco, um jovem excepcional, que se tornou responsável pelo amor verde e branco que ocupa, hoje, os milhares de corações amazonenses, a Mocidade Independente de Aparecida.
No dia do desfile de carnaval de 1980, o jovem Zezinho foi impedido, pelos dirigentes da escola de desfilar. Naquele tempo cada brincante confeccionava sua fantasia seguindo o figurino da escola, mas a fantasia do Zezinho era a mesma do ano anterior. Por não levarem em conta a excepcionalidade de Zezinho, que foi argumentada, os brincantes da ala resolveram não mais desfilar na Em Cima da Hora.
Então, sob o signo da raça e da vitória, surgiu o Gremio Recreativo Escola de Samba Mocidade Independente de Aparecida. Foi lá, no bairro de Aparecida, de ruas estreitas, na Carolina das Neves, especificamente, que o samba foi morar. O Boteco do Armindo, que até hoje funciona como comércio no bairro, foi o local de fundação da escola e os senhores Arthurzinho, César Gato, César Bandeira, Chico da Mocidade, Delgado, Eudimar Bandeira o “Nem”, Mestre Jô, João André, Jorginho Devagar, o próprio Armindo foram seus fundadores. No “batizado”, estavam presentes autoridades do mundo do samba, como o Sr. Batista, presidente da escola de samba Em Cima da Hora, que acabou por ser madrinha da Aparecida, e o Sr. Nelson de Medeiros, na época, presidente da Escola de Samba Vitória Régia. César Bandeira foi o primeiro presidente, referendado, em plebiscito, pelos moradores do bairro. A madrinha da Escola é D. Lígia Pacheco, a mãe do jovem Zezinho’.
Já no seu desfile de estreia em 1981 ganhou o título de campeã do carnaval de Manaus em conjunto com sua madrinha azul e branco – a Em Cima da Hora (em 1981 houve duas campeãs). A Mocidade Independente de Aparecida foi a escola de samba que em 1983, de certa forma, engendrou no Carnaval de Manaus uma nova forma de se fazer carnaval com carros alegóricos bem acabados e de muito brilho, quando do enredo que versava sobre os planetas na visão de Monteiro Lobato.
Em 2014, fato peculiar ocorreu, porquanto todas as escolas de samba do grupo especial do carnaval de Manaus foram declaradas campeãs, não tendo as notas e recursos sido considerados durante apuração. A decisão foi tomada por maioria dos votos em reunião entre os presidentes de todas as agremiações. De acordo com o presidente da Comissão Executiva do Carnaval daquele ano, Antônio Rodrigues, essa foi a primeira vez que todas as escolas foram campeãs na festa da capital amazonense.
Em 2016 fez uma homenagem à escola de samba Portela, do Rio de Janeiro. O motivo foi que em 2015 a Aparecida ganhou seu 21º título, mesma quantidade da escola carioca. Na apuração, manteve-se na ponta, colada com a Reino Unido da Liberdade, no final, com o empate nas pontuações, as duas foram declaradas campeãs do Carnaval.

## Segmentos

### Presidente
| Nome                       | Mandato     | Ref.  |
| -------------------------- | ----------- | ----- |
| César Bandeira             | 1980 - ?    |       |
| José Carlos Pereira Campos | 1992 - 1995 |       |
| Walzenir Correa            | 1996 - 1998 |       |
| Edinaldo Athan             | 1999 - 2001 |       |
| Hamilton Bandeira          | 2002 - 2003 |       |
| Carlinhos da Aparecida     | 2004 - 2024 |       |
| Ivan Carvalho              | 2005 - 2007 |       |
| Maurício Andrade           | 2007 - 2010 |       |
| Luiz Pacheco               | 2010 - 2016 | [ 5 ] |
| Saulo Borges               | 2016 - 2019 | [ 5 ] |
| Luiz Pacheco               | 2020 - 2022 |       |
| Luiz Pacheco               | 2023 - 2024 |       |
| Hamilton Bandeira          | 2025 - 2025 |       |
| Duda Pacheco               | 2025 - 2026 |       |

### Presidente de Honra
| Nome      | Mandato        | Ref.  |
| --------- | -------------- | ----- |
| Omar Aziz | ? - atualidade | [ 6 ] |

### Coreógrafos
| Ano         | Nome                                                                  | Ref.  |
| ----------- | --------------------------------------------------------------------- | ----- |
| 2016 - 2017 | Felipe Monteiro (comissão de frente) Karla Kelcy (alas coreografadas) | [ 7 ] |

### Casal de Mestre-sala e Porta-bandeira
| Ano       | Nome                          | Ref.         |
| --------- | ----------------------------- | ------------ |
| 2013      | Caju e Carol de Sá            | [ 8 ]        |
| 2014-2018 | Marcelo Adriel e Carol Sá     | [ 9 ] [ 10 ] |
| 2019      | Lucas Gabriel e Leandra Gomes |              |

### Corte de bateria
| Ano  | Rainha                     | Madrinha        | Musa             | Princesa                              | Ref.   |
| ---- | -------------------------- | --------------- | ---------------- | ------------------------------------- | ------ |
| 2013 | Kellyn Yasmin              | Layana Pampolha | Mayla Jéssica    | -                                     | [ 8 ]  |
| 2015 | Mayla Jéssica              | Priscila Carla  | Julianna Barreto | Adrielle Furtado e Luanna Vasconcelos | [ 11 ] |
| 2016 | Mayla Jéssica              |                 |                  |                                       |        |
| 2017 | Mayla Jéssica              |                 | Leidy keron      |                                       |        |
| 2018 | Leidy Keron                |                 |                  |                                       |        |
| 2019 | Leidy Keron                |                 |                  |                                       |        |
| 2020 | Juh Campos                 |                 |                  |                                       |        |
| 2022 | Maylin Menezes/ Juh Campos |                 |                  |                                       |        |

## Carnavais
| Ano  | Colocação                      | Grupo                          | Enredo | Carnavalesco                        | Intérprete                                                                         | Ref.          |
| 1981 | Campeã                         | Especial                       | Santos Dumont, O pai da Aviação |                                     |                                                                                    |               |
| 1982 | Campeã                         | Especial                       | Crenças e Festas Brasileiras |                                     |                                                                                    |               |
| 1983 | Campeã                         | Especial                       | Um carnaval nas galáxias. Nas asas da imaginação, segundo Monteiro Lobato |                                     |                                                                                    |               |
| 1984 | Campeã                         | Especial                       | De Cornetas à Aparecida, porque não dos Tocos? |                                     |                                                                                    |               |
| 1985 | Campeã                         | Especial                       | Aparecida tem Caprichosamente seu Carnaval Garantido |                                     |                                                                                    |               |
| ---- | ------------------------------ | ------------------------------ | --- | ----------------------------------- | ---------------------------------------------------------------------------------- | ------------- |
| 1986 | 3º lugar                       | Especial                       | Das raízes aos matizes, é hora de brilhar |                                     | Sobrinho                                                                           |               |
| 1987 | Campeã                         | Especial                       | Verso a verso, Canto meu universo |                                     | Sobrinho                                                                           |               |
| 1988 | Campeã                         | Especial                       | Os Maués: Origem divina, Destino humano |                                     | Sobrinho                                                                           |               |
| 1989 | Hours Concours (Não concorreu) | Hours Concours (Não concorreu) | A História antes da história |                                     | Sobrinho                                                                           |               |
| 1990 | Vice-campeã                    | Especial                       | Ô Abram Alas e Afastem o Véu, Pra Ribeiro Júnior Tiramos o Chapéu |                                     | Sobrinho                                                                           |               |
| 1991 | Não houve desfile              | Não houve desfile              | Que zona é essa? |                                     | Sobrinho                                                                           |               |
| 1992 | Campeã                         | Especial                       | Recriando a criação |                                     | Carlinhos da Aparecida, Carlão, Marinho da MIA, Helinho do Parque e Arlindo Junior |               |
| 1993 | Campeã                         | Especial                       | Nakokendê, Namabelê, Nazulipamda, Nzambê |                                     |                                                                                    |               |
| 1994 | Campeã                         | Especial                       | Parque de Anjos: Faz de conta que assim será |                                     |                                                                                    |               |
| 1995 | 6º lugar                       | Especial                       | Com a cara e a coragem, viajando numa gaiola |                                     |                                                                                    |               |
| 1996 | Vice-campeã                    | Especial                       | E Aí, a Nave da Arte e da Cultura Pousa no Fluxo do Espírito Santo |                                     |                                                                                    |               |
| 1997 | 3º lugar                       | Especial                       | Skindá, Skindô. É Gol! | Cherteman                           | Helinho do Parque                                                                  |               |
| 1998 | Campeã                         | Especial                       | Missão Leopoldina | Comissão de Carnaval                | Carlinhos da Aparecida                                                             |               |
| 1999 | Campeã                         | Especial                       | Sob o Signo do Cometa "Mário Ypiranga Monteiro" | Comissão de Carnaval                | Carlinhos da Aparecida                                                             |               |
| 2000 | Campeã                         | Especial                       | Lua, Luar... Olha o Boto Sinhá! | Saulo Borges                        | Carlinhos da Aparecida                                                             |               |
| 2001 | Campeã                         | Especial                       | Da Banana ao Negro Ouro, Coari é Meu Tesouro Compositores:Mestre Zé Carlos e Mauro | Saulo Borges                        | Carlinhos da Aparecida                                                             | [ 12 ]        |
| 2002 | 4º lugar                       | Especial                       | Cabral, O Filho das Águas Compositores:Waldmir da Mocidade, João Paulo e Pinheiro | Saulo Borges                        | Carlinhos da Aparecida                                                             | [ 13 ]        |
| 2003 | Campeã                         | Especial                       | Porto: Roadway de Manaus, 100 Anos de História, 333 Anos de Vida Compositores:Frank do Cavaco, Carlinhos da Aparecida e Mestre Zé Carlos | Saulo Borges                        | Carlinhos da Aparecida                                                             | [ 14 ]        |
| 2004 | Campeã                         | Especial                       | Manôa – Manaus, Meu Amor, Meu Carnaval Compositores:Mingau, Geraldo Serrinha e Perácio Grande Rio | Saulo Borges                        | Carlinhos da Aparecida                                                             | [ 15 ]        |
| 2005 | Vice-campeã                    | Especial                       | Aparecida – O Coração do Carnaval Bate Assim. 25 Anos de Glória... E Esta História Não Tem Fim Compositores: Mestre Zé Carlos, Cristiano Cordeiro, Mauro Anthony e Frank da Mocidade | Saulo Borges                        | Carlinhos da Aparecida                                                             | [ 16 ]        |
| 2006 | Campeã                         | Especial                       | Zona Franca, Nossa Esperança: o Show Tem que Continuar Compositor:Cid | Saulo Borges                        | Helinho do Parque                                                                  | [ 17 ]        |
| 2007 | 4º lugar                       | Especial                       | Um Prato Cheio de Amor, que Alimenta a Alma, o Coração e a Mente Compositores: Mestre Zé Carlos, Frank da Mocidade, Cristiano Cordeiro e Mauro Anthony | Saulo Borges                        | Frank da Mocidade                                                                  | [ 18 ]        |
| 2008 | Campeã                         | Especial                       | Luz, Câmera, Ação! O Cine Aparecida Apresenta: uma História de Paixão Compositores:Nei da Hora, Walter Cruz, Helinho do Parque, Ilko Inspiração e Gil Lessa | Amadeu Pinto e Comissão de Carnaval | Carlão                                                                             | [ 19 ] [ 20 ] |
| 2009 | 3º lugar                       | Especial                       | Por Mares Dantes Navegados | Comissão de Carnaval                | Helinho do Parque                                                                  | [ 21 ]        |
| 2010 | 5º lugar                       | Especial                       | Verde | Comissão de Carnaval                | Moisés Oliveira                                                                    | [ 22 ]        |
| 2011 | Vice-campeã                    | Especial                       | Um Facho de Luz...Um Renascer na Floresta | Saulo Borges                        | Carlinhos da Aparecida, Frank da Mocidade, Moisés Oliveira e Marden Gonçalves      | [ 23 ]        |
| 2012 | Vice-campeã                    | Especial                       | MMXII | Saulo Borges                        | Frank da Mocidade, Wilsinho de Cima, Moisés Oliveira, Carlinhos da Aparecida       | [ 24 ]        |
| 2013 | Campeã                         | Especial                       | Nhamundá, Uma Viagem pelo Rio das Ykamiabas Compositores: Scheneider, Xandinho Nocera, Ricardo Barbieri e Diley Machado | Saulo Borges                        | Frank da Mocidade, Wilsinho de Cima, Moisés Oliveira, Carlinhos da Aparecida       | [ 25 ] [ 8 ]  |
| 2014 | Campeã                         | Especial                       | Centro de Amor, Centro de Vida: História e Alma de Um Povo Compositores: Myngal, James Rios, Minguauzinho,Márcio Ratts e Allan Bayma | Saulo Borges                        | Wilsinho de Cima                                                                   |               |
| 2015 | Campeã                         | Especial                       | Aquiri - Orgulho do Brasil Compositores: Myngal, Márcio Ratts, Minguauzinho, Jota Erre e Allan Bayma | Saulo Borges, Fabiano Fayal         | Wilsinho de Cima                                                                   |               |
| 2016 | Campeã                         | Especial                       | A Soberana encontra a Majestade e, nesta passarela, eu nunca vi coisa mais bela Compositores: Allan Bayma, Rafael Tubino, Thiago Meiners, João Hildo, Thiago Sukatão, Marquinho Kakiado e Caçula Show | Saulo Borges, Fabiano Fayal         | Wilsinho de Cima                                                                   |               |
| 2017 | 4º Lugar                       | Especial                       | Gratia Plena, Aparecida! 300 anos no coração do Brasil. Rogai por nós, Nossa Senhora! Compositores: Marlon Oliveira, Roberto Araújo, Ricardo Castro, Cristiano Cordeiro e Moyses Oliveira | Saulo Borges, Fabiano Fayal         | Wilsinho de Cima                                                                   |               |
| 2018 | 6º Lugar                       | Especial                       | Os Maués: Origem da Vida, Destino Humano, Trinta Anos Depois |                                     | Wilsinho de Cima                                                                   |               |
| 2019 | 3º Lugar                       | Especial                       | Égua maninho! Espia só! Tem açaí, tem tucupi, tem maniçoba, tem carimbó, çairé e siriá, tem boto, tem Yara, tem Marajó... encantaria de arrepiar... tem Ver-o-Peso, rio e mar, tem a Nazinha a abençoar...A Aparecida vem mostrar que aqui também tem Pará... Compositores : Naian Nascimento,Roney Cruz, Serginho do Cavaco,Sandro Romero, Rubinho DuRibeiro,Carliomar Brandão,Tubino Meiners, Bambi do Samba,Rodrigo Fróes, Marcos Vinicius e Allan Bayma |                                     |                                                                                    |               |
| 2020 | Campeã                         | Especial                       | Rituais Compositores : Naian Nascimento,Myngal, Serginho do Cavaco,Luciano Canavarro, Paulo Medeiros, Alan Vasconcelos,Jota Erre, Carliomar Brandão e Allan Bayma |                                     |                                                                                    |               |
| 2023 | Campeã                         | Especial                       | A Essência... A Seiva... A Fonte... Vitae | Saulo Borges                        | Wilsinho de Cima                                                                   |               |
| 2024 | Campeã                         | Especial                       | O Madeira é testemunha. A floresta, o berço, luta, suor e união para a eternidade. Aparecida vem mostrar a saga da família Cidade | Saulo Borges e Almir Nacimento      |                                                                                    |               |